# Perfect Way to Die
"Perfect Way to Die" é uma canção da cantora, compositora e produtora americana Alicia Keys, Foi lançada em 19 de junho de 2020, no dia de Juneteenth,  (data que se comemora o fim da escravidão nos Estados Unidos) como quinto single de seu sétimo álbum de estúdio, Alicia
(2020).

## Composição
Escrita e produzida por Keys e Sebastian Kole, "Perfect Way to Die" é sua resposta aos casos de brutalidade policial e racismo nos Estados Unidos, tema que veio à tona recentemente com os protestos motivados pelas mortes de George Floyd e Breonna Taylor.
Foi escrita do ponto de vista de uma mãe cujo filho foi assassinado devido ao sistema de racismo que não valoriza as vidas negras e inspirada nos casos de Floyd, Taylor e também nos casos de Michael Brown e Sandra Bland que também foram mortos, vítimas de racismo e brutalidade policial, respectivamente em 2014 e 2015.
Em seu Instagram, a cantora refletiu sobre a faixa: 
| “ | "[Neste momento], eu me senti chamada à música como nunca antes. Estou seguindo a orientação dela, o que me levou a 'Perfect Way to Die'. O título desta música é poderoso, porque nós estamos com o coração quebrado por tantos que morreram injustamente. É claro que não há jeito perfeito de morrer. Esta frase não faz o menor sentido". "O que não faz sentido, também, é quantas vidas inocentes foram tiradas de nós quando não deveriam, por causa da cultura destrutiva da violência policial. Às vezes, eu não tenho palavras, e a música é a única coisa que fala por mim. Espero que isso se comunique com vocês, e espero que um dia essa canção não seja mais relevante. Nunca vamos parar de lutar pela justiça". | ” |

## Videoclipe
O videoclipe mostra imagens de pessoas que foram mortas pelas mãos da polícia norte-americana projetadas em edifícios, enquanto Keys performa a canção acompanhada de seu piano no meio das ruas da cidade. Foi dirigido por Chris Robinson que já trabalhou com Keys em outros clipes como: “Fallin'”, “Superwoman”, “You Don't Know My Name”, dentre outros.
Teve sua estréia na 20ª edição do BET Awards em 28 de Junho de 2020 e em 30 de Junho foi enviado a seu canal oficial do Youtube/Vevo.

## Recepção da Crítica
Gil Kaufman da Billboard disse que " é uma história comovente sobre o luto de uma mãe, que Keys nos deu um hino comovente de dor e amor contando a história de desgosto que muitas mães e pais conhecem muito bem e que ela [a música] se desenrola enquanto Keys canta sobre uma vida esperançosa extinguida e os manifestantes que lotam as ruas exigindo justiça, apenas para ter seus apelos caindo em ouvidos surdos.
Sam Pegg do The Edge elogiou chamando de "incrível" e completou dizendo que " é uma música política de Keys repleta de desgosto e ironia, e é, sem dúvida, uma música que representa opressão e racismo, que não é apenas carregada por seu lirismo simbólico, mas por um apoio de piano perfeito que ajuda a guiar a música por seu significado, sem nunca tentar se ofuscar ou se vender como algo que não é, que pode não ter a destreza ou a capacidade de atrair um público mais amplo como o de Beyoncé em Black Parade, mas ainda assim a considera igualmente digna".
Althea Legaspi da Rolling Stone disse que "a canção narra os assassinatos injustos de vidas inocentes e discute o levante contra a brutalidade policial e o racismo sistêmico e que a balada narra um dia normal que rapidamente se torna violento".

## Faixas e formatos
| Download Digital |                      |         |  |
| N.º              | Título               | Duração |  |
| 1.               | "Perfect Way to Die" | 3:31    |  |

## Histórico de lançamento
| País  | Data                | Formato          | Gravadora       |
| ----- | ------------------- | ---------------- | --------------- |
| Mundo | 19 de Junho de 2020 | Download digital | Sony Music, RCA |
| Mundo | 19 de Junho de 2020 | Streaming        | Sony Music, RCA |